# Chiesa di Sant'Antonio (Livorno)
La chiesa di Sant'Antonio era un luogo di culto di Livorno.
Testimonianza dell'insediamento medievale attorno al quale si è successivamente sviluppata la città, fu ampiamente rimaneggiata nel corso dei secoli, per essere quindi demolita nell'ultimo scorcio del ventennio fascista, al fine di liberare l'area antistante al nuovo Palazzo del Governo.

## Storia
La chiesa, attestata sin dal XII secolo, sorse come piccolo oratorio all'interno del nucleo medievale di Livorno.
La sua importanza crebbe notevolmente nella prima metà del XVI secolo, quando, a causa della distruzione della chiesa di Santa Maria e Giulia, divenne pieve di Livorno.
Sul finire del Cinquecento, con l'ampliamento della città, fu ingrandita per far fronte alle esigenze della popolazione e raggiunse l'assetto definitivo grazie all'opera dell'architetto Alessandro Pieroni, che la ricostruì a tre navate.
Fu utilizzata dall'Ordine di Santo Stefano Papa e Martire e, con l'apertura della chiesa di San Francesco sulla piazza Grande, Sant'Antonio fu ceduta ai frati di San Giovanni di Dio, che la misero in comunicazione con il limitrofo omonimo ospedale.
Ceduta nel 1791 alla Confraternita del Suffragio, fu restaurata, mentre la facciata fu dotata di un atrio.
Scioltasi la compagnia, nel 1853 la chiesa divenne parrocchia.
Aggravatesi le condizioni sanitarie del quartiere, all'inizio del Novecento l'area adiacente alla chiesa fu interessata da un'opera di risanamento, con la demolizione di molti edifici, mentre la chiesa fu completamente stravolta da un massiccio intervento di restauro che le conferì forme neogotiche; il campanile, che in origine era coronato da una elegante merlatura ghibellina, fu dotato di merlature guelfe. 
Di lì a poco, gli sventramenti del ventennio fascista portarono alla demolizione dell'ospedale di Sant'Antonio per costruirvi il palazzo del Governo; l'esigenza di aprire una piazza antistante al nuovo edificio decretò la demolizione della storica chiesa, il cui abbattimento fu portato avanti all'inizio degli anni quaranta.
Dal dopoguerra, il sito fu occupato dal Palazzo del Portuale.

## Descrizione
Le principali guide storiche cittadine offrono una descrizione della chiesa prima del rifacimento neogotico.
Entrando, a destra, vi era la cappella dell'Annunziata, poi della Madonna di Pompei (1889), costruita nel 1640 a spese di Marco Antonio Pasquini Plora. Seguiva l'altare di San Carlo Borromeo (1659), eretto da Giovan Battista Cafurro, poi dedicato a San Antonio da Padova e al Santo Bambino di Praga. L'altare successivo era dedicato alla Madonna delle Grazie e al Santissimo Sacramento, e aveva due statue di San Antonio e San Giovanni di Dio, poste dai frati ospitalieri che amministravano il vicino ospedale. Presso la balaustra di marmo c'era il sepolcro dei frati con l'scrizione "Olim sepulcrum pro fratribus ordinis S. Joannis de Deo" e sulla parete sinistra, un altare dedicato a San Francesco di Paola con una pregevole opera di scuola fiorentina del XVI secolo, raffigurante la Madonna del Buon Consiglio. Seguiva l'altare di Santa Lucia con una tela a tempera dell'immagine della santa su fondo oro di scuola pisana del primo XIII secolo (dal 1949 trasferita nella chiesa di San Giovanni). Infine vi era l'altare della Madonna di Montenero (a sinistra dell'ingresso).
Il 18 gennaio, il clero del duomo, per la vigilia di Sant' Antonio Abate, visitava in omaggio la chiesa per la sua antichità.
Il campanile, fino al 1817 coronato da merli ghibellini, aveva una campana datata 1264 e alta 90 cm, mentre l'altra con l'effigie della Madonna di Montenero era del 1556.
Il vecchio organo venne rinnovato alla fine del XIX secolo da Demetrio Bruschi.